# إشبورن-فرانكفورت 2019
إشبورن-فرانكفورت 2019 (بالإنجليزية: 2019 Eschborn–Frankfurt)‏ هو سباق دراجات هوائية، وهو الموسم رقم 57 من السباق، وأقيم في 1 مايو 2019، وامتدّ لمسافة 187.5 كيلومتر، وهو أحد سباقات طواف العالم للدراجات 2019، وهو من نوع سباق يوم واحد، وقد شارك في السباق 150 متسابقاً.
فاز فيه بالمركز الأول باسكال أكرمان، وبالمركز الثاني جون ديجينكولب، وبالمركز الثالث ألكسندر كريستوف.

## الفرق
| فرق عالمية (12)- AG2R La Mondiale - Astana - Bahrain-Merida - Bora-hansgrohe - CCC Team - EF Education First - Lotto Soudal - Dimension Data - Katusha-Alpecin - Team Sunweb - Trek-Segafredo - UAE Team Emirates فرق قارية محترفة (10)- Cofidis, Solutions Crédits - غازبروم روسفيلو ‏ - Israel Cycling Academy - ويلير تريستينا-سيل إيطاليا 2019 ‏ - رومبوت تشارلز 2019 ‏ - Arkéa-Samsic - سبورت فلاندرين بالويس 2019 ‏ - بنجوال باوليز ساوكس دبليو بي ‏ - Wanty-Groupe Gobert - Total Direct Énergie |  |
| |  |

## الفائزون
| الترتيب | الفائز          |
| ------- | --------------- |
| الفائز  | باسكال أكرمان   |
| الثاني  | جون ديجينكولب   |
| الثالث  | ألكسندر كريستوف |

## وصلات خارجية
- الموقع الرسمي
- لمحة عن سباق إشبورن-فرانكفورت 2019 على موقع  ProCyclingStats   (برو  سايكلنج  ستاتس) - إحصاءات  محترفي  الدراجات.
- إشبورن-فرانكفورت 2019 على موقع إحصائيات الدراجات الإحترافية (الإنجليزية)